# Amnesty International
Amnesty International (frecvent cunoscută doar sub numele de Amnesty sau AI) este o organizație neguvernamentală internațională care are țelul de a promova drepturile omului, mai ales cele menționate în Declarația Universală a Drepturilor Omului a ONU.

## Istorie
Amnesty International a fost fondată în 1961 de avocatul britanic Peter Benenson și un Quaker numit Eric Baker. Organizația a primit premiul Nobel pentru pace în 1977.
organizația a fost cunoscută pur și simplu ca „Amnistia”. 
Ceea ce a început ca un scurt apel a devenit în curând o mișcare internațională permanentă care lucrează pentru a-i proteja pe cei închiși pentru exprimarea non-violentă a opiniilor lor și pentru a asigura recunoașterea la nivel mondial a articolelor 18 și 19 din DUDO. Încă de la început, cercetarea și campania au fost prezente în activitatea Amnesty International. A fost înființată o bibliotecă pentru informații despre prizonierii de conștiință și a fost înființată o rețea de grupuri locale, numite grupuri „TREI”. Fiecare grup a lucrat în numele a trei prizonieri, câte unul din fiecare dintre cele trei regiuni ideologice principale ale lumii de atunci: comunist , capitalist și în curs de dezvoltare.
La mijlocul anilor 1960, prezența globală a Amnesty International creștea și au fost înființate un Secretariat Internațional și un Comitet Executiv Internațional pentru a gestiona organizațiile naționale ale Amnesty International, numite „Secțiuni”, care au apărut în mai multe țări. Ei au fost sprijiniți în secret de guvernul britanic la acea vreme.  Mișcarea internațională începea să cadă de acord asupra principiilor și tehnicilor sale de bază. De exemplu, problema adoptării sau nu a prizonierilor care susțineau violența, cum ar fi Nelson Mandela , a ajuns la un acord unanim că nu poate da numele de „Prizonier de conștiință” unor astfel de prizonieri. Pe lângă activitatea bibliotecii și a grupurilor, activitățile Amnesty International s-au extins pentru a ajuta familiile deținuților, a trimite observatori la procese, a face declarații în fața guvernelor și a găsi azil sau locuri de muncă în străinătate pentru prizonieri. Activitatea și influența sa creșteau și în cadrul organizațiilor interguvernamentale; ar fi acordat statut consultativ de către Națiunile Unite, Consiliul Europei și UNESCO înainte de încheierea deceniului.

## Organizare
Amnesty International este guvernată de un Consiliu Internațional Executiv, compus de opt membri care sunt aleși pentru un termen de doi ani de Ședința Internațională de Consiliu a organizației. Acest consiliu este compus de delegațiile naționale Amnesty, care au fiecare, la rândul lor, un bord director. Consiliul Internațional Executiv are un Secretar-General și un Secretariat Internațional, situat în Londra, Regatul Unit.
Structurile organizaționale naționale diferă între state. În Statele Unite ale Americii, membrii individuali ai Amnesty International votează pentru a alege membrii la bordul director național, care are 18 poziții. Directorii sunt aleși pentru un termen de trei ani.

### Secretari-Generali
|  | Secretar General  | Termen       | Origine        |
|  | ----------------- | ------------ | -------------- |
|  | Peter Benenson    | 1961–1966    | Marea Britanie |
|  | Eric Baker        | 1966–1968    | Marea Britanie |
|  | Martin Ennals     | 1968–1980    | Marea Britanie |
|  | Thomas Hammarberg | 1980–1986    | Suedia         |
|  | Ian Martin        | 1986–1992    | Marea Britanie |
|  | Pierre Sané       | 1992–2001    | Senegal        |
|  | Irene Khan        | 2001–2010    | Bangladesh     |
|  | Salil Shetty      | 2010–prezent | India          |

### Secții naționale
| Țară/Teritorie                                                                                          | Site local                                                                                           |
| --- | --- |
| Amnesty International Africa de Sud                                                                     | „amnesty.org.za”.                                                                                    |
| Amnesty International Algeria                                                                           | „amnestyalgerie.org”.                                                                                |
| Amnesty International Ghana                                                                             | „amnestyghana.org”. Arhivat din original la 30 mai 2021. Accesat în 30 mai 2021.                     |
| Amnesty International Argentina                                                                         | „amnistia.org.ar”.                                                                                   |
| Amnesty International Australia                                                                         | „amnesty.org.au”.                                                                                    |
| Amnesty International Austria                                                                           | „amnesty.at”.                                                                                        |
| (Amnesty International Belgia) Amnesty International Flanders Amnesty International Francophone Belgium | „aivl.be”. Arhivat din original la 3 martie 2012. Accesat în 30 mai 2021. „amnestyinternational.be”. |
| Amnesty International Benin                                                                             | „aibenin.org”. Arhivat din original la 23 aprilie 2017. Accesat în 30 mai 2021.                      |
| Amnesty International Bermuda                                                                           | „amnestybermuda.org”. Arhivat din original la 21 septembrie 2013. Accesat în 22 mai 2013.            |
| Amnesty International Brazilia                                                                          | „anistia.org.br”.                                                                                    |
| Amnesty International Burkina Faso                                                                      | „amnestyburkina.org”. Arhivat din original la 19 mai 2017. Accesat în 8 iunie 2016.                  |
| Amnesty International Canada (English) Amnistie internationale Canada (Francophone)                     | „amnesty.ca”. „amnistie.ca”.                                                                         |
| Amnesty International Chile                                                                             | „amnistia.cl”.                                                                                       |
| Amnesty International Cehia                                                                             | „amnesty.cz”.                                                                                        |
| Amnesty International Coreea de Sud                                                                     | „amnesty.or.kr”.                                                                                     |
| Amnesty International Danemarca                                                                         | „amnesty.dk”.                                                                                        |
| Amnesty International Elveția                                                                           | „amnesty.ch”.                                                                                        |
| Amnesty International Filipine                                                                          | „amnesty.org.ph”.                                                                                    |
| Amnesty International Finlanda                                                                          | „amnesty.fi”.                                                                                        |
| Amnesty International Franța                                                                            | „amnesty.fr”.                                                                                        |
| Amnesty International Germania                                                                          | „amnesty.de”.                                                                                        |
| Amnesty International Grecia                                                                            | „amnesty.org.gr”. Arhivat din original la 16 noiembrie 2015. Accesat în 23 octombrie 2013.           |
| Amnesty International Hong Kong                                                                         | „amnesty.org.hk”. Arhivat din original la 29 mai 2018. Accesat în 30 mai 2021.                       |
| Amnesty International India                                                                             | „amnesty.org.in”. Arhivat din original la 11 februarie 2021. Accesat în 30 mai 2021.                 |
| Amnesty International Indonesia                                                                         | „amnestyindonesia.org”. Arhivat din original la 2 iunie 2021. Accesat în 30 mai 2021.                |
| Amnesty International Insulele Feroe                                                                    | „amnesty.fo”.                                                                                        |
| Amnesty International Irlanda                                                                           | „amnesty.ie”.                                                                                        |
| Amnesty International Islanda                                                                           | „amnesty.is”.                                                                                        |
| Amnesty International Israel                                                                            | „amnesty.org.il”.                                                                                    |
| Amnesty International Italia                                                                            | „amnesty.it”.                                                                                        |
| Amnesty International Japonia                                                                           | „amnesty.or.jp”.                                                                                     |
| Amnesty International Jersey                                                                            | „amnesty.org.je”. Arhivat din original la 6 august 2018. Accesat în 1 mai 2021.                      |
| Amnesty International Luxemburg                                                                         | „amnesty.lu”.                                                                                        |
| Amnesty International Malaysia                                                                          | „amnesty.my”.                                                                                        |
| Amnesty International Mauritius                                                                         | „amnestymauritius.org”. Arhivat din original la 18 decembrie 2013. Accesat în 22 mai 2013.           |
| Amnesty International Mexic                                                                             | „amnistia.org.mx”.                                                                                   |
| Amnesty International Moldova                                                                           | „amnesty.md”.                                                                                        |
| Amnesty International Mongolia                                                                          | „amnesty.mn”.                                                                                        |
| Amnesty International Maroc                                                                             | „amnesty.ma”.                                                                                        |
| Amnesty International Nepal                                                                             | „amnestynepal.org”.                                                                                  |
| Amnesty International New Zealand                                                                       | „amnesty.org.nz”.                                                                                    |
| Amnesty International Norvegia                                                                          | „amnesty.no”.                                                                                        |
| Amnesty International Olanda                                                                            | „amnesty.nl”.                                                                                        |
| Amnesty International Paraguay                                                                          | „amnistia.org.py”. Arhivat din original la 5 iunie 2009. Accesat în 30 mai 2021.                     |
| Amnesty International Peru                                                                              | „amnistia.org.pe”.                                                                                   |
| Amnesty International Polonia                                                                           | „amnesty.org.pl”.                                                                                    |
| Amnesty International Portugalia                                                                        | „amnistia.pt”.                                                                                       |
| Amnesty International Puerto Rico                                                                       | „amnistiapr.org”.                                                                                    |
| Amnesty International Regatul Unit                                                                      | „amnesty.org.uk”.                                                                                    |
| Amnesty International Russia                                                                            | „amnesty.org.ru”.                                                                                    |
| Amnesty International Senegal                                                                           | „amnesty.sn”.                                                                                        |
| Amnesty International Slovacia                                                                          | „amnesty.sk”.                                                                                        |
| Amnesty International Slovenia                                                                          | „amnesty.si”.                                                                                        |
| Amnesty International Spania                                                                            | „es.amnesty.org”.                                                                                    |
| Amnesty International SUA                                                                               | „amnestyusa.org”.                                                                                    |
| Amnesty International Suedia                                                                            | „amnesty.se”.                                                                                        |
| Amnesty International Taiwan                                                                            | „amnesty.tw”.                                                                                        |
| Amnesty International Thailanda                                                                         | „amnesty.or.th”.                                                                                     |
| Amnesty International Togo                                                                              | „amnesty.tg”. Arhivat din original la 21 septembrie 2013. Accesat în 22 mai 2013.                    |
| Amnesty International Tunisia                                                                           | „amnesty-tunisie.org”. Arhivat din original la 30 decembrie 2013. Accesat în 30 mai 2021.            |
| Amnesty International Turcia                                                                            | „amnesty.org.tr”.                                                                                    |
| Amnesty International Ucraina                                                                           | „amnesty.org.ua”.                                                                                    |
| Amnesty International Ungaria                                                                           | „amnesty.hu”.                                                                                        |
| Amnesty International Uruguay                                                                           | „amnistia.org.uy”.                                                                                   |
| Amnesty International Venezuela                                                                         | „amnistia.me”. Arhivat din original la 1 iunie 2015. Accesat în 23 octombrie 2013.                   |

## Finanțare
Amnesty este finanțată aproape în totalitate de abonamente și donații de la membrii săi din toate părțile lumii. În afară de directori, cei 200 de cercetători de la Secretariatul Internațional de la Londra și diverși coordonatori și organizatori din filialele naționale, majoritatea din membri, coordonatorii și activiștii organizației sunt voluntari. Amnesty International nu acceptă donații de la guverne sau organizații guvernamentale, fiind organizație apolitică și nepartizană.
Bugetul organizației din 2002 a fost compus din următoarele categorii:
- Suport pentru membri: £2,816,800 (12%)
- Campanii: £2,387,100 (10%)
- Publicații și traducere: £2,810,600 (12%)
- Cercetare și acțiune: £5,828,800 (26%)
- Oficii deconcentrate: £1,720,400 (7%)
- Suport pentru cercetare și acțiune: £3,481,100 (15%)
- Costuri administrative: £3,918,400 (18%)
- Alte plăți: £48,000
- Total: £23,728,000

## Număr de membri
- Statele Unite: 250.000[2]
- Marea Britanie: 260.000[3]
- Franța: 200.000[4]
- Australia: 100.000[5]
- Canada: 67.000[6]
- Spania: 57.831[7]